# Bistum Kenema
Das Bistum Kenema (lateinisch Dioecesis Kenemaensis, englisch Diocese of Kenema) ist eine in Sierra Leone gelegene römisch-katholische Diözese mit Sitz in Kenema.

## Geschichte
Das Bistum Kenema wurde am 11. November 1970 durch Papst Paul VI. mit der Apostolischen Konstitution Praeclaris verbis aus Gebietsabtretungen des Erzbistums Freetown und Bo errichtet und diesem als Suffraganbistum unterstellt.

## Bischöfe von Kenema
- Joseph Henry Ganda, 1970–1980, dann Erzbischof von Freetown und Bo
- John O’Riordan CSSp, 1984–2002
- Patrick Daniel Koroma, 2002–2018
- Henry Aruna, seit 2019